# بادگاما شرقی
بادگاما شرقی (به لاتین: Baddegama East) یک منطقهٔ مسکونی در سری‌لانکا است که در استان جنوبی (سری‌لانکا) واقع شده‌است.